# Karl-Heinz Bachmann
Karl-Heinz Bachmann (* 5. Februar 1929 in Dresden; † 18. September 2015 in Rüdersdorf) war ein deutscher Mathematiker, Informatiker und Hochschullehrer.

## Leben
Karl-Heinz Bachmann wurde 1929 in Dresden geboren als Sohn des Chemikers Willy Bachmann und dessen Frau Anni, geborene Bormann. In der Zeit des Nationalsozialismus besuchte er von 1938 bis 1945 das König-Georg-Gymnasium.
Nach Kriegsende machte er 1946 seinen Schulabschluss an der u. a. aus dem König-Georg-Gymnasium hervorgegangenen Oberschule Dresden-Ost. Darauf begann er ein Mathematikstudium an der Ernst-Moritz-Arndt-Universität Greifswald, das er an der Martin-Luther-Universität Halle-Wittenberg fortsetzte und 1951 an der Technischen Hochschule Dresden mit dem Diplom abschloss. Daraufhin wurde er Assistent am Institut für Angewandte Mathematik der TH Dresden. Als 1955 von Alwin Walther in Darmstadt die erste internationale Tagung zur Computer-Entwicklung für Deutschland organisiert wurde, referierten dort aus der DDR kommend  Nikolaus Joachim Lehmann und Karl-Heinz Bachmann, der das Konzept des Dresdner Rechenautomaten D1 und dessen Programmierbarkeit erläuterte. Im Jahre 1958 promovierte Bachmann bei Friedrich Adolf Willers mit der Dissertation Runge-Kutta-Verfahren für partielle Differentialgleichungen 1. Ordnung mit 2 unabhängigen Veränderlichen. Im selben Jahr wurde Bachmann wissenschaftlicher Mitarbeiter am Forschungsinstitut für Mathematik der Deutschen Akademie der Wissenschaften in Berlin. Kurz nach dem Erscheinen des Algol 60 Report wurde in der DDR eine deutsche Übersetzung unter der Leitung von Immo Kerner veröffentlicht, der bald ein eigenes Lehrbuch folgte. An dem von Kurt Schröder geleiteten Mathematik-Institut gehörte Bachmann zu der Gruppe, die sich mit ALGOL befasste, wobei Roland Strobel den zugehörigen Compiler entwickelte.
1970 habilitierte er bei Nikolaus J. Lehmann mit dem Thema Untersuchungen zur Einschließung der Lösungen von Systemen gewöhnlicher Differentialgleichungen. An der Universität Leipzig wurde Bachmann im Jahre 1976 Professor für Mathematische Kybernetik und Rechentechnik. Nach der Wende in der DDR war Bachmann an der Universität Leipzig von 1991 an Professor für Informatik bis zu seiner Emeritierung im Jahre 1994.

## Publikationen (Auswahl)
- Runge-Kutta-Verfahren für partielle Differentialgleichungen 1. Ordnung mit 2 unabhängigen Veränderlichen, Dissertation, TH Dresden, 1958.
- Programmierung für Digitalrechner. Methoden und Probleme, VEB Deutscher Verlag der Wissenschaften, Berlin, 1962. 4. Aufl. 1970.
- Formale Beschreibung von Strukturdiagrammen durch eine Teilsprache von Algol 60, in: Wissenschaftliche Zeitschrift der TU Dresden 1963, 12,  Heft 1, S. 57–60.
- Algol-Programmierung, VEB Deutscher Verlag der Wissenschaften, Berlin, 1967. Die 4. Aufl. erschien 1970.
- Algol-Programmierung mit Variante für Robotron 300, VEB Deutscher Verlag der Wissenschaften, Berlin, 1969.
- Die Programmierungssprachen Pascal und Algol 68, Akademie-Verlag, Berlin, 1976.
- Stabilitätsgebiete expliziter linearer Zweischrittverfahren, in: Zeitschrift für Angewandte Mathematik und Mechanik, 1984, 64, Heft 9, S. 381–390.